# Neritopsis
Neritopsis is een geslacht van weekdieren uit de klasse van de Gastropoda (slakken).

## Soorten
- Neritopsis aqabaensis Bandel, 2007
- Neritopsis atlantica Sarasúa, 1973
- Neritopsis radula (Linnaeus, 1758)
- Neritopsis richeri Lozouet, 2009